# Pin Napoléon
Pinus bungeana
Espèce
Classification phylogénétique
Statut de conservation UICN

 LC  : Préoccupation mineure
Le pin Napoléon (Pinus bungeana) est une espèce d’arbre de la famille des Pinacées originaire de Chine.

## Description
Le pin Napoléon peut mesurer jusqu'à 15 mètres[réf. nécessaire]. Il est facilement reconnaissable à son écorce composée de plaques de couleurs gris-vert, vert ou rouge-carmin, parfois en alternance.
Ses aiguilles longues de 7-8 cm[réf. nécessaire] sont très fines et groupées par 3.
Ses fruits sont de petits cônes trapus longs de 7 cm. Les écailles sont à bout épineux.

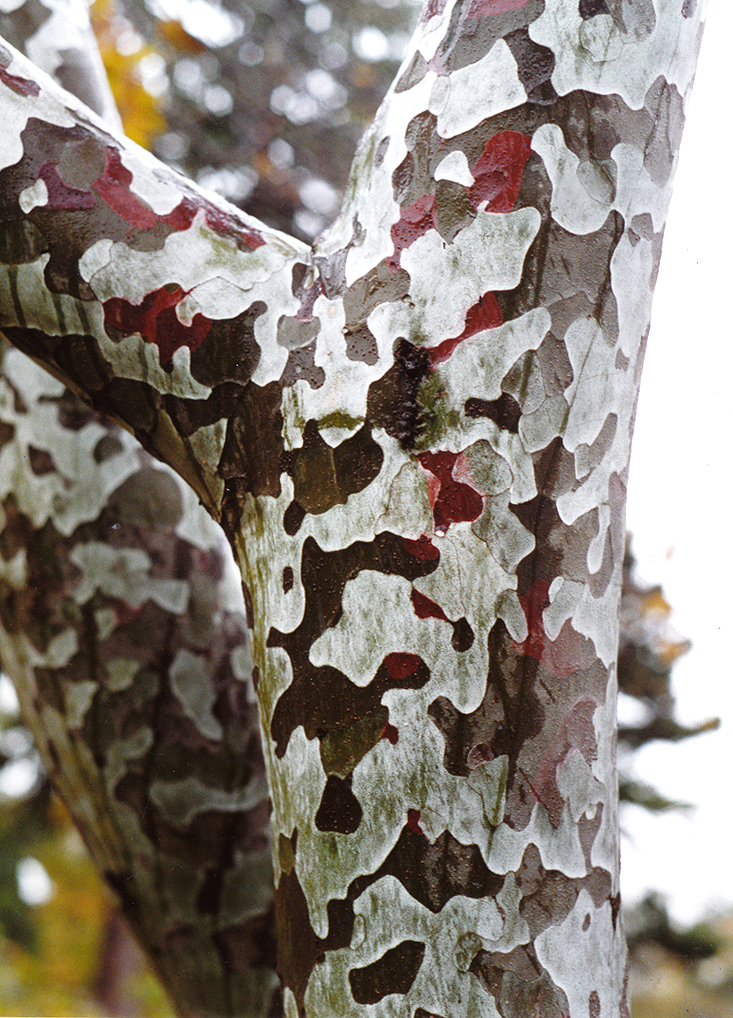
Écorce
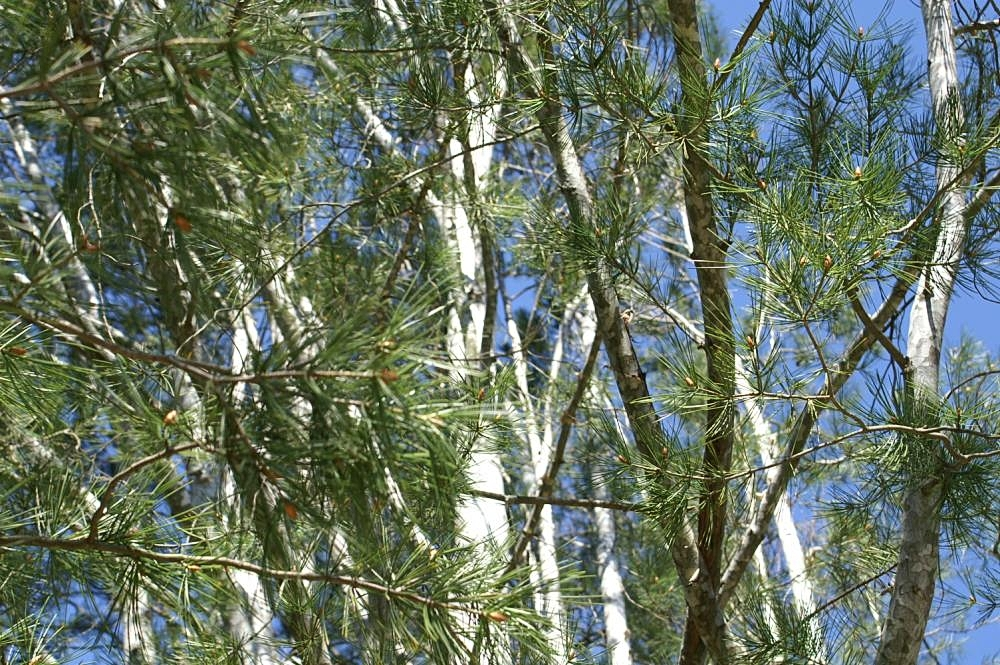
Branches
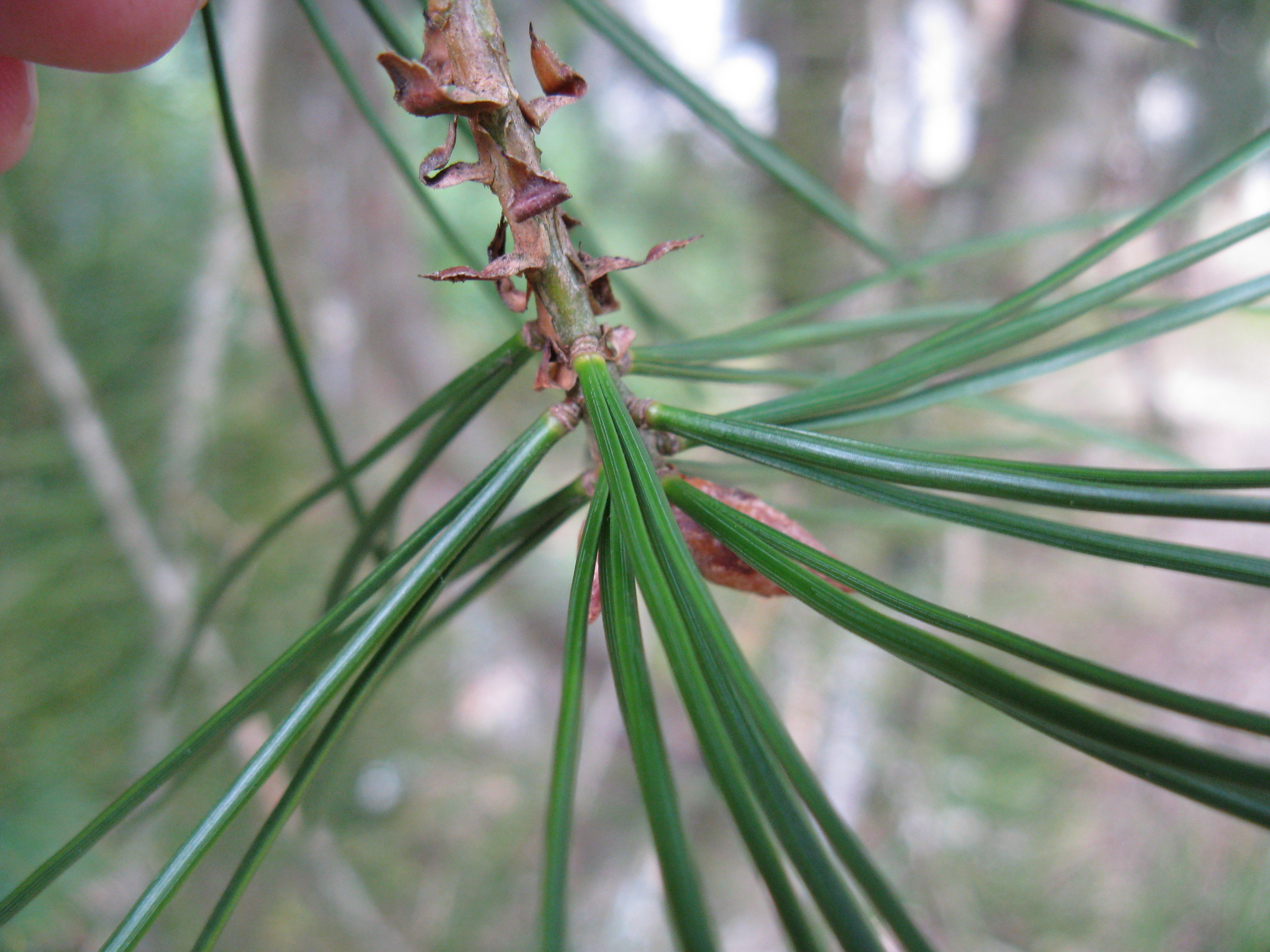
Aiguilles
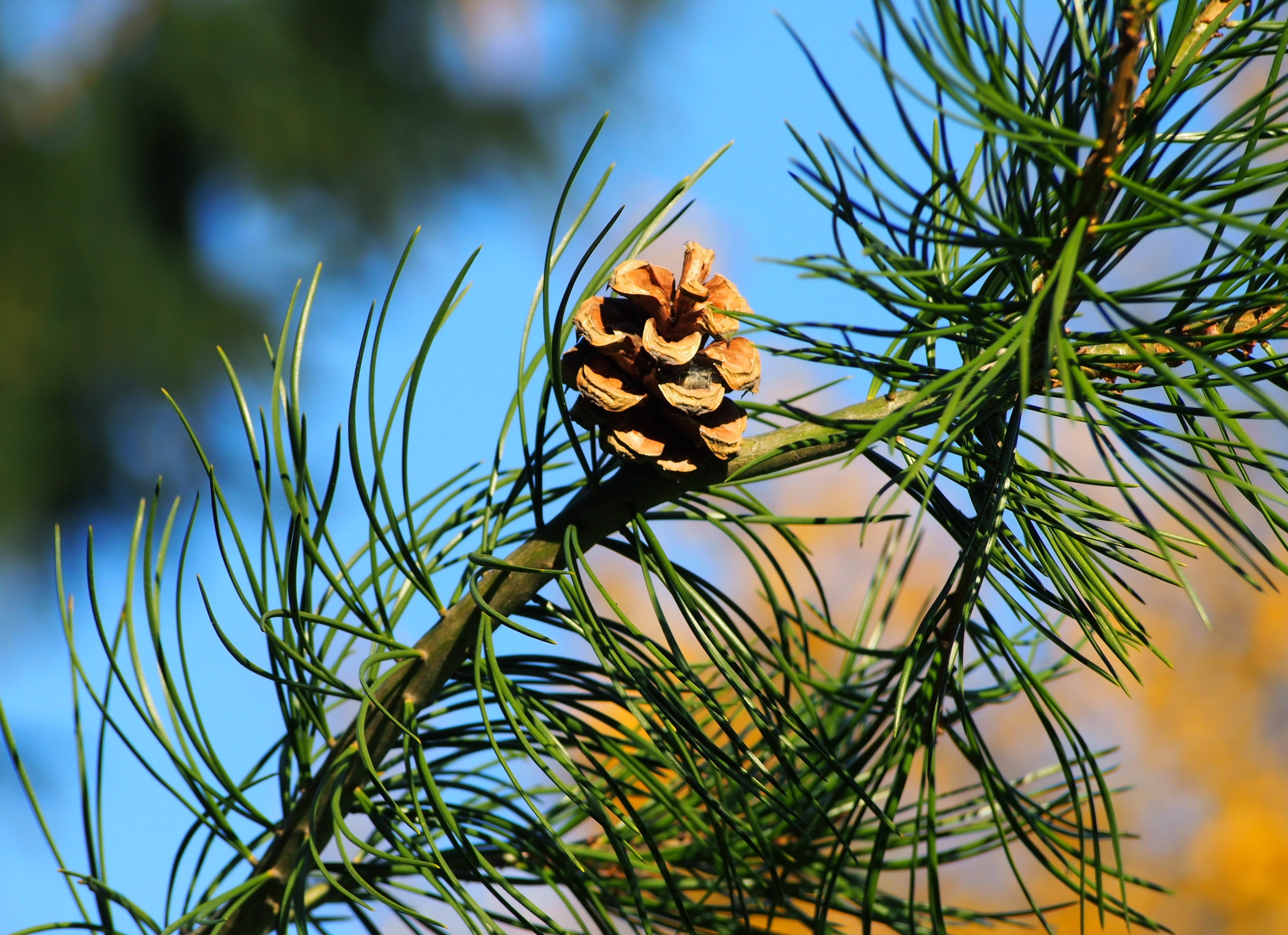
Cône femelle
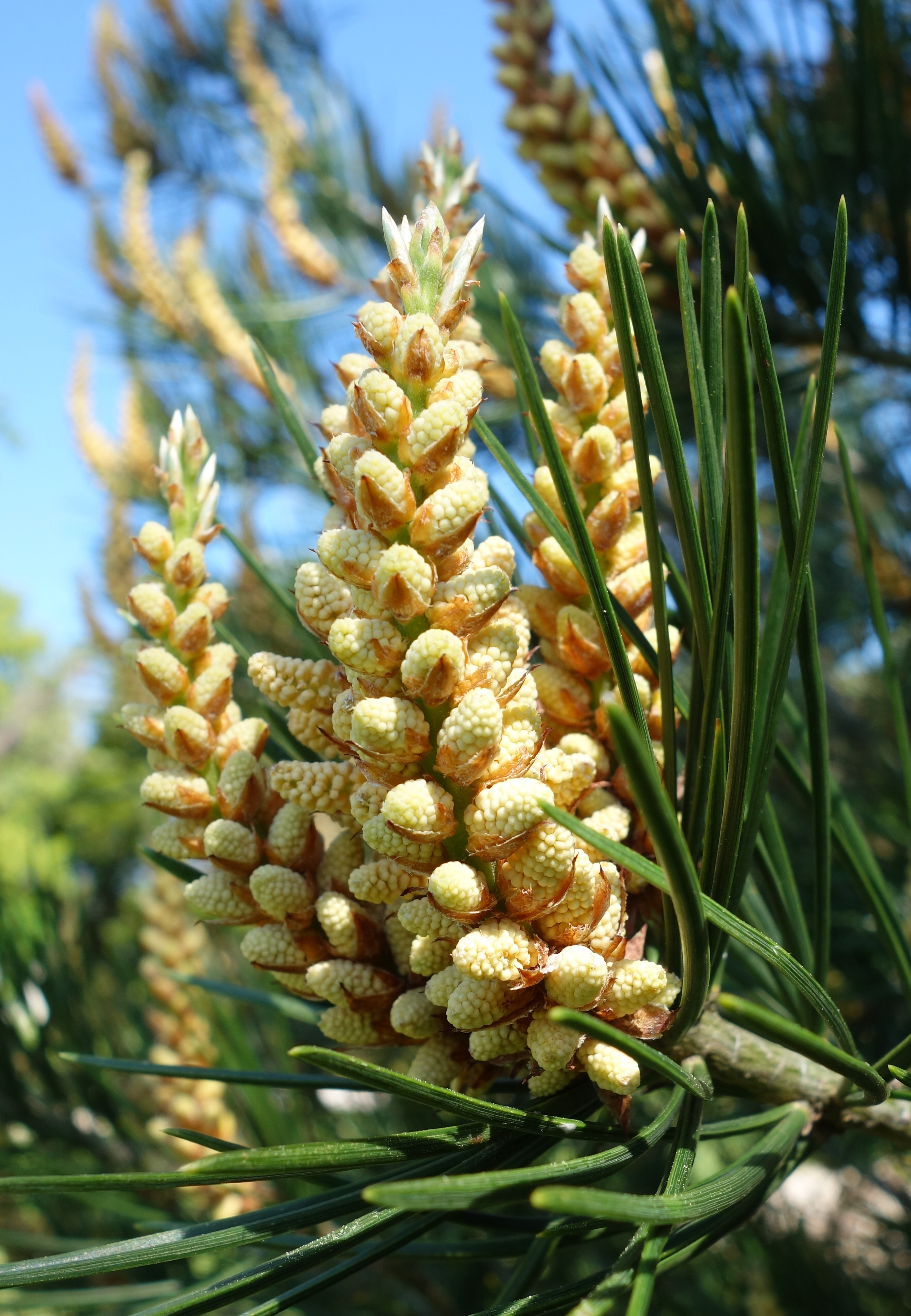
Cônes mâles